# El que sabe, sabe (serie mexicana)
El que sabe, sabe fue una serie mexicana producida por el Instituto Nacional para la Educación de los Adultos en 1983 y la cual fue transmitida por diversas cadenas de televisión durante una cruzada de alfabetización a nivel nacional.

## Sinopsis
Un grupo de campesinos analfabetos del pueblo de Ayapango se reúnen para aprender a leer y escribir con la maestra Martha.

## Reparto
- Marcela Camacho - Tere
- Ernesto Gómez Cruz - Don Nico
- Tina Romero - Marthita Jiménez
- Loló Navarro - Doña Refugio "Cuca" Solano Vda. de López
- Carlos Cardán - Remigio Sánchez
- Enrique Lucero - Quirino
- Jorge Fegan - Don  Lencho
- Delia Casanova - Amalia
- Ignacio Retes - Fulgor Padilla
- Alonso Echánove - Manuel
- Marta Aura - Dra. Alicia Méndez
- Fernando Balzaretti - Jacinto
- Ahui Camacho - Fermín López
- Alejandro Rábago
- Ángel de la Peña
- Marcos Román
- Eduardo Ocaña
- Gustavo Ganem
- Patricia Maldonado

## Información adicional
También se produjo por esa época otra serie llamada "Aprendamos juntos" que es ambientada en la hoy Ciudad de México. El actor Jorge Fegan también actuó en esa serie.
La actriz Zaide Silvia Gutiérrez participó en esta serie.